# Пачиха (посёлок)
Пачи́ха — посёлок в Пинежском районе Архангельской области. Входит в состав Кушкопальского сельского поселения.

## География
Находится в 40 километрах от Кушкопалы на берегу реки Юла.

## История
Посёлок основан в 1953 году как лесозаготовительный участок. В посёлке были построены два завода для ручного производства кирпича. День посёлка — 26 июля. Назван по реке Пачиха, хотя и стоит на реке Юла.

## Население
| 2002 | 2010 | 2012 |
| ---- | ---- | ---- |
| 417  | ↘202 | ↘178 |